# Olivia Munn
Lisa Olivia Munn (Oklahoma City, Oklahoma, 1980. július 3.–) amerikai színésznő.
Szakmai pályafutását a G4-es televíziós műsorvezetőként kezdte, mielőtt színésznővé vált. Ő játszotta az ismert Sloan Sabbith karaktert Aaron Sorkin dráma-sorozatában, a HBO-os Híradósokban. 2010 és 2011 között a The Daily Show tudósítója volt.

## Gyermekkora és családja
1980. július 3-án született Oklahoma Cityben, Kimberly Nguyen és Winston Munn gyermekeként. Apja német, ír és angol felmenőkkel rendelkezik. Kínai származású édesanyja vietnámi menekültként érkezett az Egyesült Államokba 1975-ben, a vietnámi háborút követően. Oklahomában telepedett le, ahol megismerkedett Munn apjával.

## Filmográfia

### Film

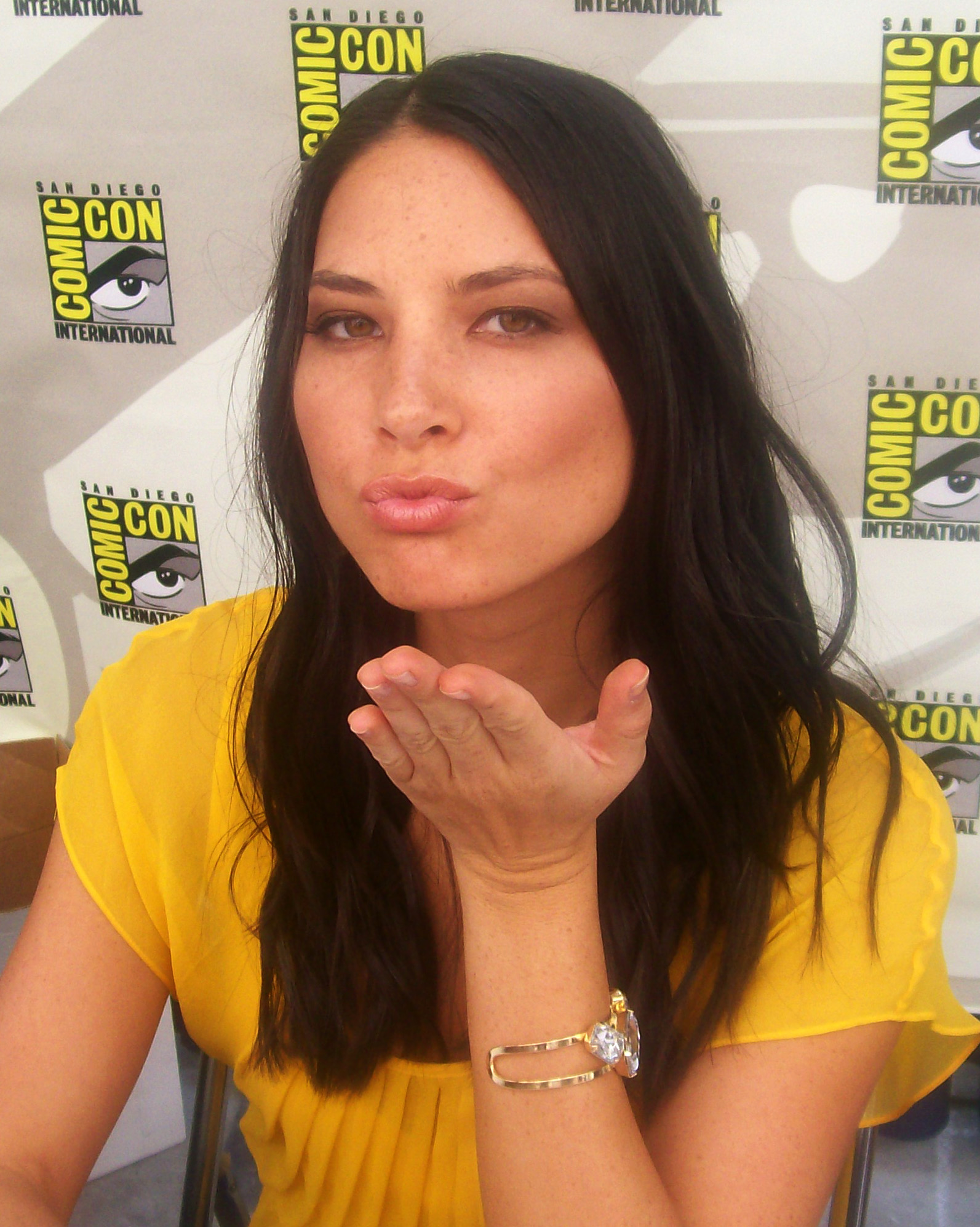
A 2007-es Comic-Con Internationalen

| Év   | Magyar cím                       | Eredeti cím                    | Szerep                           | Magyar hang       |
| ---- | -------------------------------- | ------------------------------ | -------------------------------- | ----------------- |
| 2004 |                                  | Scarecrow Gone Wild            | lány                             |                   |
| 2004 |                                  | National Lampoon's Strip Poker | önmaga                           |                   |
| 2005 |                                  | The Road to Canyon Lake        | ázsiai lány                      |                   |
| 2007 | Kegyenc fegyenc                  | Big Stan                       | Maria                            |                   |
| 2008 | Szanatórium                      | Insanitarium                   | Nancy                            | Molnár Ilona      |
| 2009 |                                  | The Slammin' Salmon            | Samara Dubois                    |                   |
| 2010 | Párterápia                       | Date Night                     | hosztesz a Rákban                |                   |
| 2010 | Vasember 2.                      | Iron Man 2                     | Chess Roberts                    |                   |
| 2010 |                                  | Jedi Junkies                   | önmaga                           |                   |
| 2011 | Csak tudnám, hogy csinálja!      | I Don't Know How She Does It   | Momo Hahn                        | Pikali Gerda      |
| 2012 | Magic Mike                       | Magic Mike                     | Joanna                           | Zsigmond Tamara   |
| 2012 | Papás-babás                      | The Babymakers                 | Audrey Macklin                   |                   |
| 2012 | Ingyenélők                       | Freeloaders                    | Madeline                         | Zsigmond Tamara   |
| 2014 |                                  | Unity (dokumentumfilm)         | narrátor                         |                   |
| 2014 | Távozz tőlem, Sátán!             | Deliver Us from Evil           | Jen Sarchie                      | Vágó Bernadett    |
| 2015 | Mortdecai                        | Mortdecai                      | Georgina Krampf                  | Bánfalvi Eszter   |
| 2016 | Pofázunk és végünk Miamiban      | Ride Along 2                   | Maya Cruz                        | Urbán Andrea      |
| 2016 | Zoolander 2.                     | Zoolander 2                    | önmaga                           |                   |
| 2016 |                                  | Lifeline (rövidfilm)           | Emma                             |                   |
| 2016 | X-Men: Apokalipszis              | X-Men: Apocalypse              | Elizabeth Braddock / Psziché     | Sipos Eszter Anna |
| 2016 | Hivatali karácsony               | Office Christmas Party         | Tracey Hughes                    | Ullmann Mónika    |
| 2017 | A Lego Ninjago film              | The Lego Ninjago Movie         | Koko (hangja)                    | Kis-Kovács Luca   |
| 2018 | Ocean’s 8 – Az évszázad átverése | Ocean's 8                      | önmaga (stáblistán nem szerepel) | Kis-Kovács Luca   |
| 2018 | Predator – A ragadozó            | The Predator                   | Casey Bracket                    | Kis-Kovács Luca   |
| 2019 | Spanviadal                       | The Buddy Games                | Tiffany                          | Szilágyi Csenge   |
| 2019 |                                  | Dick Move                      | Agatha                           |                   |
| 2020 | Kishúgom esküvői                 | Love, Wedding, Repeat          | Dina                             |                   |
| 2021 | Violet                           | Violet                         | Violet                           |                   |
| 2021 |                                  | Save Ralph (rövidfilm)         | nyúl                             |                   |
| 2021 | Amerika: A mozgókép              | America: The Motion Picture    | Thomas Edison (hangja)           | Nemes Takách Kata |
| 2021 |                                  | The Gateway                    | Dhalia Jode                      |                   |

### Televízió
| Év        | Magyar cím          | Eredeti cím                                     | Szerep                                     | Megjegyzések                        |
| --------- | ------------------- | ----------------------------------------------- | ------------------------------------------ | ----------------------------------- |
| 2006–2007 | Hullámok habjain    | Beyond the Break                                | Mily Acuna                                 | visszatérő szereplő (9 epizód)      |
| 2006–2010 |                     | Attack of the Show!                             | önmaga (társ-házigazda)                    | 475 epizód                          |
| 2008–2009 |                     | Sasuke                                          | önmaga                                     | versenyző (2 epizód)                |
| 2009      | Greek, a szövetség  | Greek                                           | Lana                                       | 4 epizód                            |
| 2009      |                     | Dave Knoll Finds His Soul                       | lány                                       | rövidfilm                           |
| 2010      | Szerencsés véletlen | Accidentally on Purpose                         | Nicole                                     | 1 epizód                            |
| 2010      | Chuck               | Chuck                                           | Greta                                      | 1 epizód                            |
| 2010–2011 |                     | The Daily Show with Jon Stewart                 | önmaga                                     | 16 epizód                           |
| 2010–2011 | A tökéletes pár     | Perfect Couples                                 | Leigh                                      | főszereplő (13 epizód)              |
| 2011      | Robotcsirke         | Robot Chicken                                   | Dr. Liz Wilson (hangja)                    | 1 epizód                            |
| 2012      |                     | Paulilu Mixtape                                 | Katie                                      | 1 epizód                            |
| 2012–2013 | Új csaj             | New Girl                                        | Angie                                      | 3 epizód                            |
| 2012–2014 | Híradósok           | The Newsroom                                    | Sloan Sabbith                              | főszereplő (25 epizód)              |
| 2013      |                     | The High Fructose Adventures of Annoying Orange | Fudgie (hangja)                            | 1 epizód                            |
| 2015–2018 | Miles a jövőből     | Miles from Tomorrowland                         | Phoebe Liang Callisto százados (hangja)    | főszereplő                          |
| 2018      |                     | 23rd Critics' Choice Awards                     | önmaga (házigazda)                         | különkiadás                         |
| 2018      | A hatos             | Six                                             | Gina Cline                                 | főszereplő (10 epizód)              |
| 2019      |                     | The Rook                                        | Monica Reed                                | minisorozat főszereplője (8 epizód) |
| 2021      |                     | The Demi Lovato Show                            | önmaga                                     | 1 epizód                            |
| 2021      | Hit-Monkey          | Hit-Monkey                                      | Akiko Yokohama / Lady Bullseye II (hangja) | főszereplő                          |
| 2022      |                     | Tales of the Walking Dead                       | Evie                                       | 1 epizód                            |